# Ed Kaeding
Pour les articles homonymes, voir Kaeding.
Edgar Ernest "Ed" Kaeding (16 janvier 1920-4 janvier 2015) est un homme politique provincial canadien de la Saskatchewan. Il représente la circonscription de Saltcoats à titre de député du Nouveau Parti démocratique de la Saskatchewan de 1971 à 1982.

## Biographie
Né à Churchbridge en Saskatchewan, Kaeding est le fils d'un immigrant natif d'Allemagne.
Élu en 1971 et réélu en 1975 et 1978, il est défait en 1982. Durant sa carrière politique, il sert comme ministre de l'Agriculture, ministre des Affaires municipales et ministre des Affaires rurales dans le cabinet d'Allan Blakeney.
Il sert également comme administrateur de la ville de Churchbridge.